# Kfz-Kennzeichen (Indonesien)

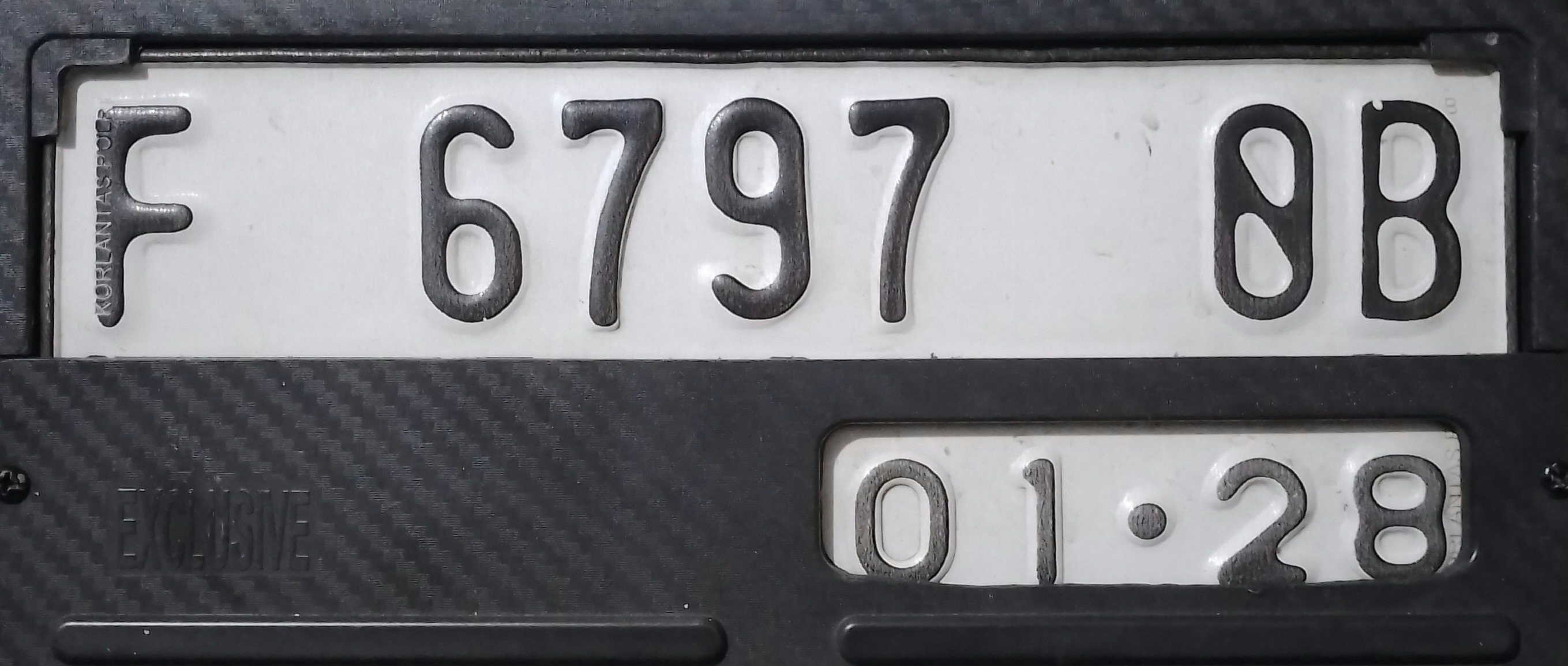
Aktuelles Kennzeichendesign für Kraftfahrzeuge im Sukabumi-Gebiet

Die indonesischen Kfz-Kennzeichen basieren immer noch auf der administrativen Einteilung des Landes zur Zeit der niederländischen Kolonialherrschaft. Der erste oder die ersten zwei Buchstaben stehen für die damaligen Provinzen, gefolgt von bis zu vier Ziffern, optional gefolgt von bis zu zwei, in Jakarta auch drei, weiteren Buchstaben. Einige wenige dieser Unterscheidungszeichen sind „sprechend“, z. B. KT für Kalimantan Timur, Ostkalimantan. 

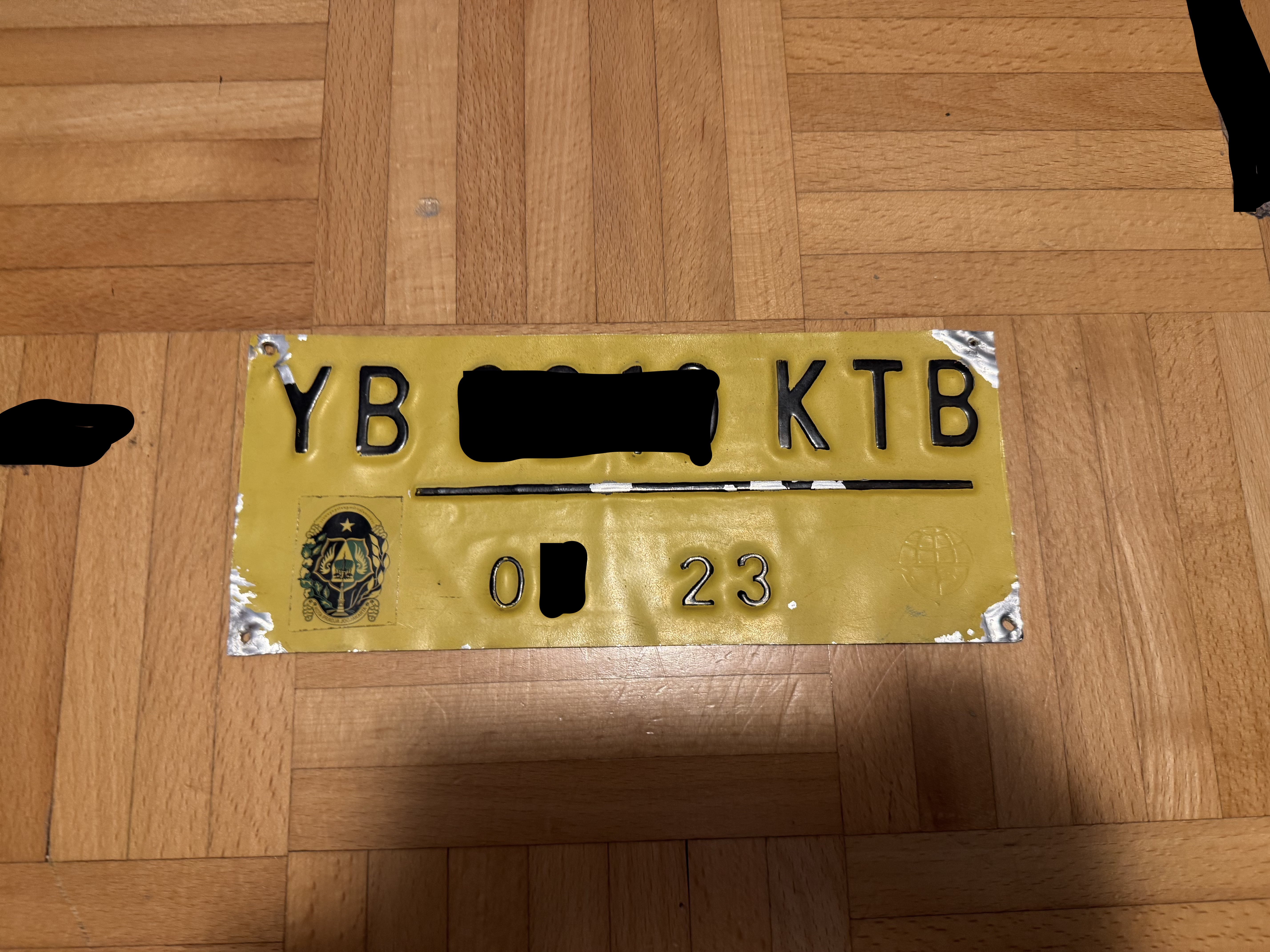
Indonesisches Rikscha Kennzeichen

Normale (zivile) Kennzeichen, ausgegeben bis Juni 2022 haben weiße oder silbergraue Schrift auf schwarzem Grund. Hierbei gibt es eine große Vielfalt an Ausgestaltungen, bis hin zu Buchstaben und Zahlen aus Farbwechsel-LEDs. Alle seit Juli 2022 ausgegebenen Kennzeichen haben schwarze Schrift auf weißem Grund, es gibt weiterhin verschiedene Schriftarten, LEDs sind nicht mehr zu finden.
Händler- oder Überführungskennzeichen haben rote Schrift auf weißem Grund, Kennzeichen von Fahrzeugen der öffentlichen Verwaltung haben weiße oder silbergraue Schrift auf rotem Grund.

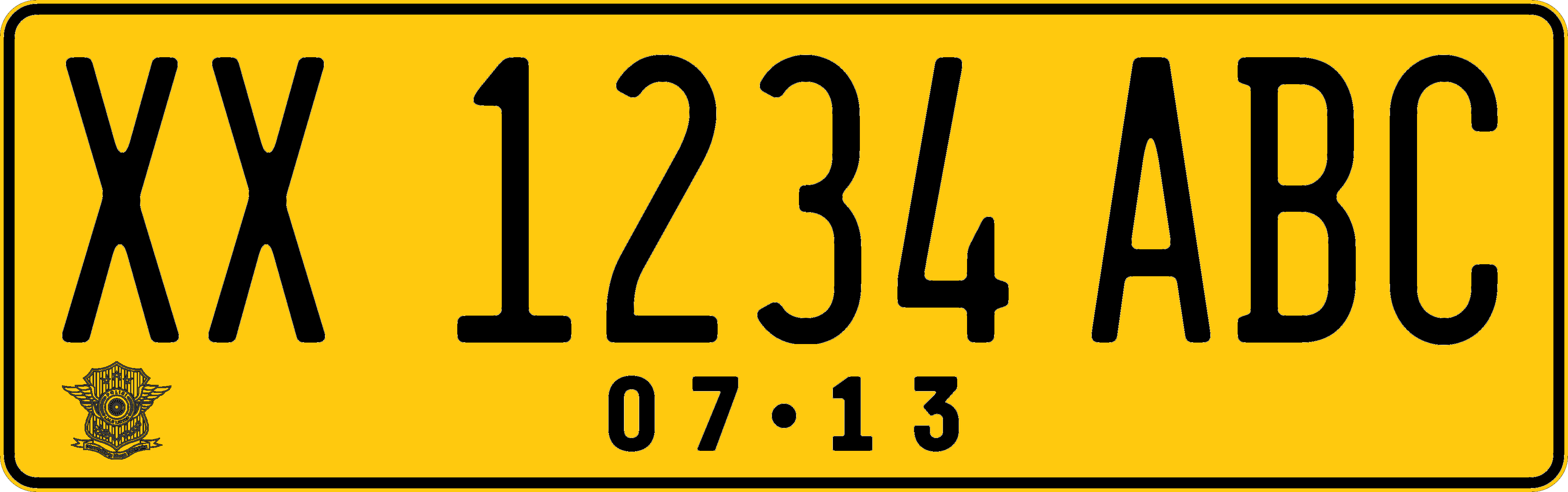
Taxikennzeichen Indonesien

 Taxis, Busse und einige andere gewerbliche Transportfahrzeuge haben eine gelbe Grundplatte mit schwarzer Schrift; anders als bei den anderen zuvor aufgeführten Kennzeichen kann bei diesen noch eine kleine Metallplakette hinzu kommen. Gemeinsam ist allen diesen Kennzeichen, dass sie in einer zweiten Zeile in kleinerer Schrift ein steuerlich bedingtes Ablaufdatum (Monat • Jahr in jeweils zwei Ziffern) angegeben haben. Diplomatenkennzeichen sind weiß mit schwarzer Schrift und beginnen stets mit der Buchstabenfolge CD, gefolgt von zwei Zifferngruppen. Eine Besonderheit sind die Kennzeichen hoher Regierungsvertreter, die die Farbgebung normaler Zivilkennzeichen haben, jedoch statt des Kennbuchstabens für eine Provinz die Buchstabenfolge RI für Republik Indonesia aufweisen und danach eine kurze Ziffernfolge ohne weitere Kennbuchstaben.
Bei elektrisch angetriebenen Autos ist die Zeile mit dem Ablaufdatum nicht in der Grundfarbe des Kennzeichens, sondern in blauer Farbe.

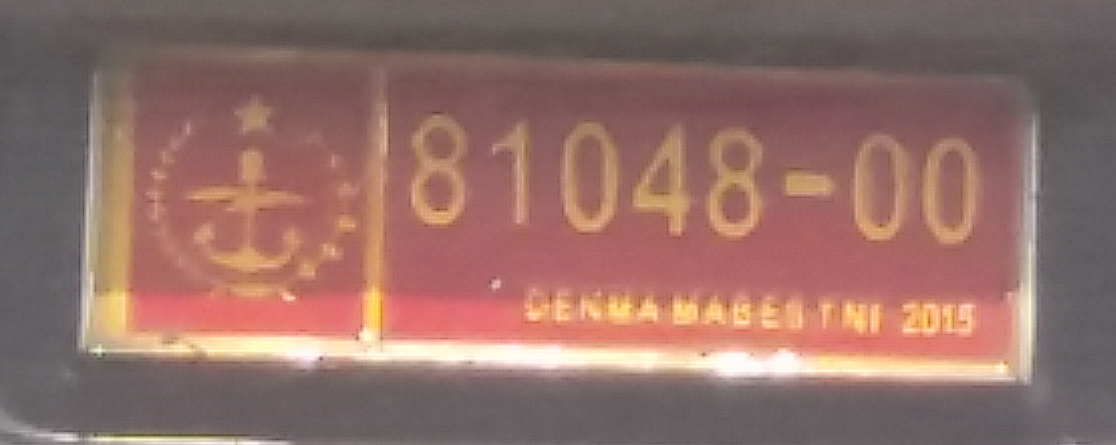
Militärkennzeichen Indonesien

Gänzlich anders gestaltet sind die Kennzeichen von Polizei und Militär. Sie haben verschiedene Grundfarben und sind im Allgemeinen so aufgebaut, dass in einer Zeile eine Zahl in römischen Ziffern angegeben ist, in einer zweiten Zeile eine Folge von Ziffern, die durch einen Bindestrich unterbrochen ist, bei neueren Kennzeichen kann die obere Zeile fehlen. Die römischen Ziffern sind mitunter durch einen Stern ersetzt. Links neben den Nummern ist das Wappen des Polizeikorps bzw. der Teilstreitkraft abgebildet.

## Die regionalen Unterscheidungszeichen

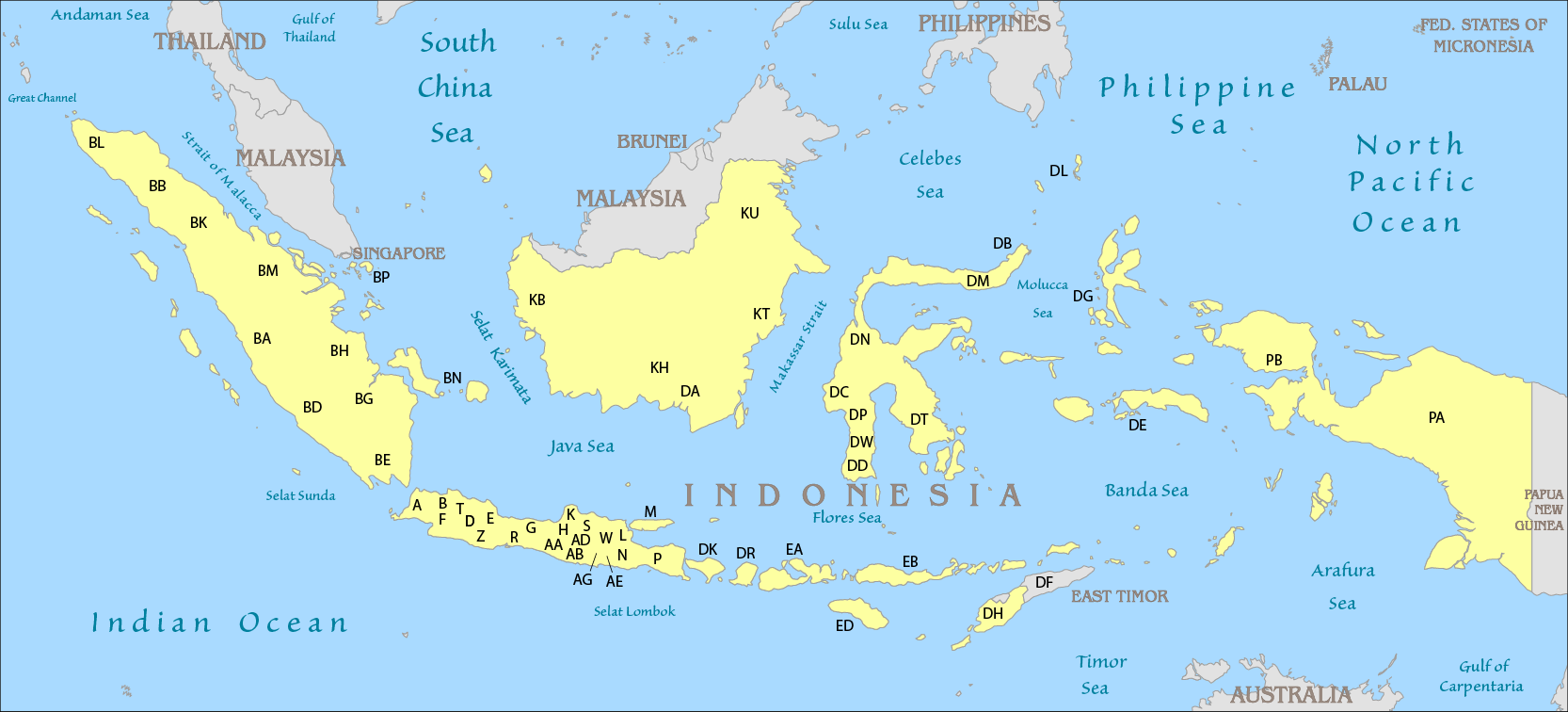
Geographische Zuordnung der indonesischen Kfz-Kennzeichen

| Unterscheidungszeichen | Provinz oder Verwaltungseinheit                        |
| ---------------------- | ------------------------------------------------------ |
| A                      | Banten, außer Tangerang                                |
| AA                     | Zentraljava: Kedu                                      |
| AB                     | Sonderregion Yogyakarta                                |
| AD                     | Zentraljava: Surakarta                                 |
| AE                     | Ostjava: Madiun                                        |
| AG                     | Ostjava: Kediri                                        |
| B                      | Jakarta, Depok, Tangerang, Bekasi                      |
| BA                     | Westsumatra                                            |
| BB                     | westliches Nordsumatra                                 |
| BD                     | Bengkulu                                               |
| BE                     | Lampung                                                |
| BG                     | Südsumatra                                             |
| BH                     | Jambi                                                  |
| BK                     | Östliches Nordsumatra                                  |
| BL                     | Sonderregion Aceh                                      |
| BM                     | Riau                                                   |
| BN                     | Bangka Belitung                                        |
| BP                     | Riau-Inseln                                            |
| D                      | Westjava: Bandung                                      |
| DA                     | Südkalimantan                                          |
| DB                     | Nordsulawesi                                           |
| DC                     | Westsulawesi                                           |
| DD                     | Südsulawesi: Makassar                                  |
| DE                     | Maluku                                                 |
| DF                     | früher: Osttimor                                       |
| DG                     | Nordmaluku                                             |
| DH                     | Östliches Nusa Tenggara: indonesischer Teil Westtimors |
| DK                     | Bali                                                   |
| DL                     | Nordsulawesi: Sangihe                                  |
| DM                     | Nordsulawesi: Gorontalo                                |
| DN                     | Zentralsulawesi                                        |
| DP                     | Nördliches Südsulawesi                                 |
| DR                     | Westliches Nusa Tenggara: Lombok                       |
| DS                     | früher: Papua (Irian Jaya)                             |
| DT                     | Südostsulawesi                                         |
| DW                     | Mittleres Südsulawesi                                  |
| E                      | Westjava: Cirebon                                      |
| EA                     | Westliches Nusa Tenggara: Sumbawa                      |
| EB                     | Östliches Nusa Tenggara: Flores, Alor, Lembata         |
| ED                     | Östliches Nusa Tenggara: Sumba                         |
| F                      | Westjava: Bogor                                        |
| G                      | Zentraljava: Pekalongan                                |
| H                      | Zentraljava: Semarang                                  |
| K                      | Zentraljava: Pati                                      |
| KB                     | Westkalimantan                                         |
| KH                     | Zentralkalimantan                                      |
| KT                     | Ostkalimantan                                          |
| KU                     | Nordkalimantan                                         |
| L                      | Ostjava: Surabaya                                      |
| M                      | Ostjava: Madura                                        |
| N                      | Ostjava: Malang, Batu                                  |
| P                      | Ostjava: Besuki                                        |
| PA                     | Papua                                                  |
| PB                     | Westpapua                                              |
| R                      | Zentraljava: Banyumas                                  |
| S                      | Ostjava: Bojonegoro, Mojokerto                         |
| T                      | Westjava: Purwakarta                                   |
| W                      | Ostjava: Sidoarjo, Gresik                              |
| Z                      | Westjava: Garut, Tasikmalaya                           |

## Galerie

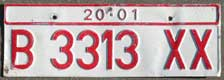
Temporäres Kennzeichen
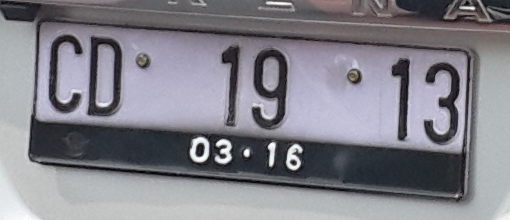
Diplomatenkennzeichen
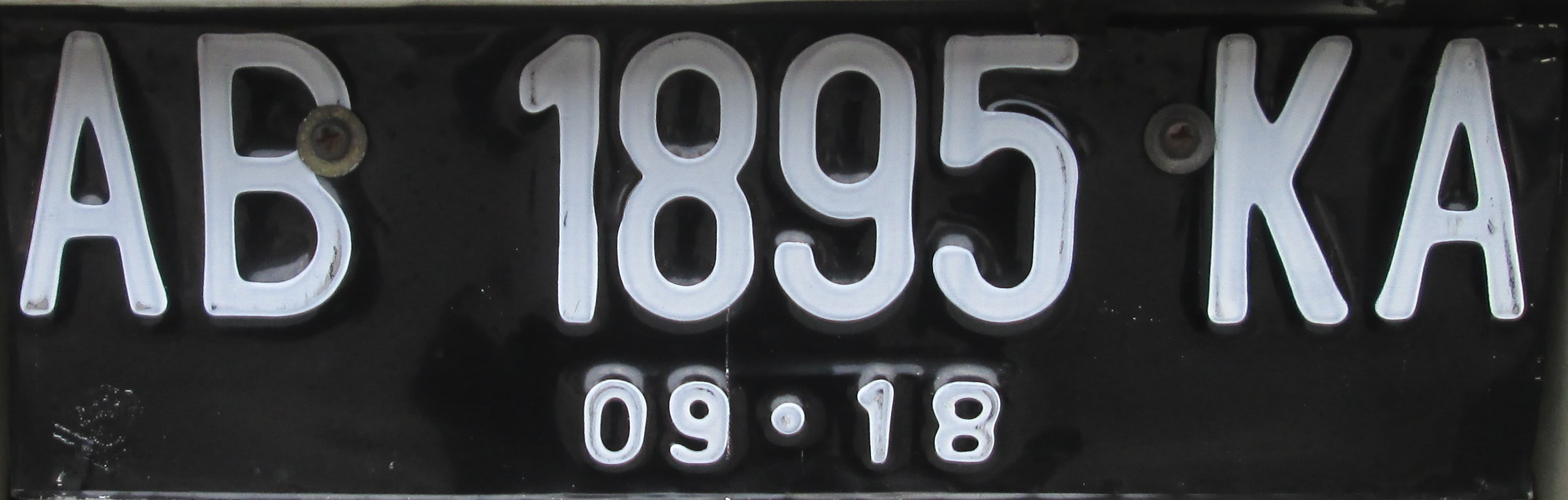
Yogyakarta
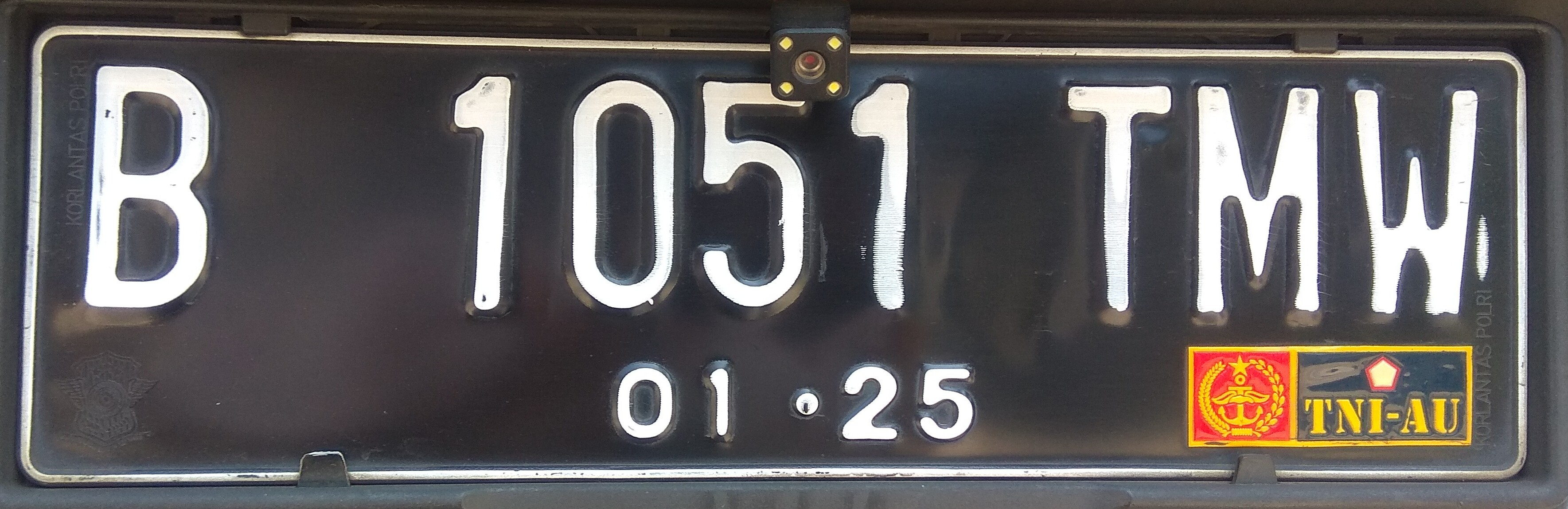
Kennzeichen mit 3 Buchstaben (Jakarta)
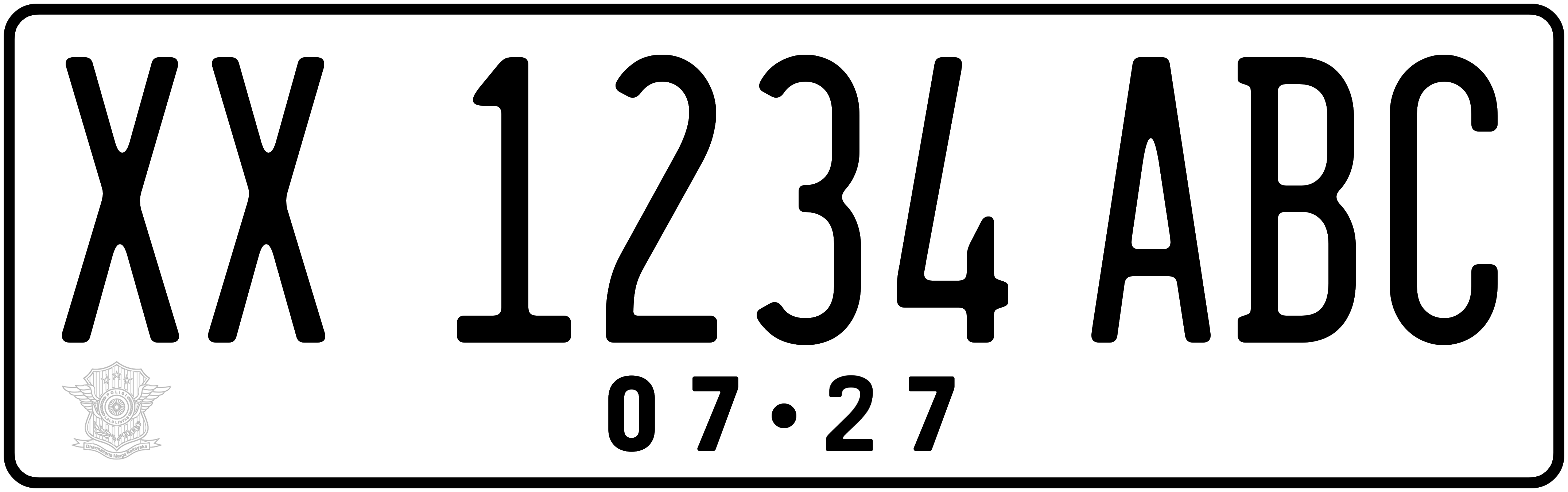
Muster der Kennzeichen von 2022